# Temelucha coarctata
Temelucha coarctata är en stekelart som beskrevs av Dasch 1979. Temelucha coarctata ingår i släktet Temelucha och familjen brokparasitsteklar. Inga underarter finns listade i Catalogue of Life.